# Franz von Treuberg
Franz Friedrich Ferdinand Ludwig Engelbert Ernst Fischler Graf von Treuberg ou plus simplement Franz von Treuberg, comte de Treuberg, (né le 6 août 1907 à Kloster Holzen (de), en Bavière et mort le 18 octobre 1982  à Londres) est un dramaturge, acteur, scénariste et producteur de cinéma allemand.

## Biographie
Issu de la haute noblesse européenne (il descend notamment du prince Charles de Hohenzollern-Sigmaringen et du roi Pierre IV de Portugal), Franz Friedrich von Treuberg est également le fils de la militante pacifiste Hetta Gräfin Treuberg (de) (1886-1941).
Lié avant-guerre avec des intellectuels antinazis, il fut un proche de Roberto Rossellini, connu à Rome dans les années 1930, et qu'il a accompagné lors du tournage en Allemagne de Allemagne année zéro en 1947, et aux côtés de qui il fut assistant réalisateur sur le tournage de La Peur en 1954.

## Filmographie
- 1945 : Befreite Musik
- 1945 : Dob, der Stallhase
- 1947-1948 : Allemagne année zéro de Roberto Rossellini
- 1953 : La Maison du silence "La voce del silenzio" de Georg Wilhelm Pabst
- 1954 : La Peur de Roberto Rossellini
- 1968 : Scarabea – Wie viel Erde braucht der Mensch?
- 1971 : Blindman, le justicier aveugle de Ferdinando Baldi
- 1971 : Das Syndikat
- 1971 : Wilder Sex junger Mädchen
- 1972 : Amour et Mort dans le jardin des dieux (Amore e morte nel giardino degli dei) de Sauro Scavolini
- 1972 : Der Teuflische
- 1973 : 24 ore... non un minuto di più